# 오진법
오진법(五進法, quinary)은 오를 밑수로하는 위치 기수법이다.

## 기수법
사람 한 손 손가락이 5개인데서 왔다. 오진법에서 사용 숫자는 0, 1, 2, 3, 4 등 총 다섯 가지이며, 오가 "10"이된다. 한 자리 숫자가 5까지 나노하 오진법이 아니라 그 다음 육진법이다. 오진법이라고 4, 10, 11, 12 ... 수열되지만, 육진법이라고 4, 5, 10, 11 ...의 수열이된다.
수사도 육은 11 (오일)로 칠는 12 (오이) 가된다. 마찬가지로 오진법 44은 "사오사"라는 기수법이며,이 숫자는 육진법이라고 40 (사육), 십진법이라고 24 (이십사)이다.십진법
크메르어와 쿠마치어에서는 5진법을 사용한다. 오진법이 단독으로 사용되는 것은 희소하고 십진법 등에서 보조적으로 사용되는 정도이다. 예를 들어, 로마 숫자는 오와 십에서 새로운 숫자가 출현하기 때문에, 로마 숫자 와 같은 2 단계 자릿수 상승 방법은 "이 · 오진법"(bi-quinary coded decimal) 한다.
| 오진법 | 0  | 1  | 2  | 3  | 4  | 10 | 11 | 12 | 13 | 14 | 20 | 21 | 22  |
| 육진법 | 0  | 1  | 2  | 3  | 4  | 5  | 10 | 11 | 12 | 13 | 14 | 15 | 20  |
| 십진법 | 0  | 1  | 2  | 3  | 4  | 5  | 6  | 7  | 8  | 9  | 10 | 11 | 12  |
|        |    |    |    |    |    |    |    |    |    |    |    |    |     |
| 오진법 | 23 | 24 | 30 | 31 | 32 | 33 | 34 | 40 | 41 | 42 | 43 | 44 | 100 |
| 육진법 | 21 | 22 | 23 | 24 | 25 | 30 | 31 | 32 | 33 | 34 | 35 | 40 | 41  |
| 십진법 | 13 | 14 | 15 | 16 | 17 | 18 | 19 | 20 | 21 | 22 | 23 | 24 | 25  |

| ×  | 1  | 2  | 3   | 4   | 10  | 11  | 12  | 13  | 14  | 20  |
| 1  | 1  | 2  | 3   | 4   | 10  | 11  | 12  | 13  | 14  | 20  |
| 2  | 2  | 4  | 11  | 13  | 20  | 22  | 24  | 31  | 33  | 40  |
| 3  | 3  | 11 | 14  | 22  | 30  | 33  | 41  | 44  | 102 | 110 |
| 4  | 4  | 13 | 22  | 31  | 40  | 44  | 103 | 112 | 121 | 130 |
| 10 | 10 | 20 | 30  | 40  | 100 | 110 | 120 | 130 | 140 | 200 |
| 11 | 11 | 22 | 33  | 44  | 110 | 121 | 132 | 143 | 204 | 220 |
| 12 | 12 | 24 | 41  | 103 | 120 | 132 | 144 | 211 | 223 | 240 |
| 13 | 13 | 31 | 44  | 112 | 130 | 143 | 211 | 224 | 242 | 310 |
| 14 | 14 | 33 | 102 | 121 | 140 | 204 | 223 | 242 | 311 | 330 |
| 20 | 20 | 40 | 110 | 130 | 200 | 220 | 240 | 310 | 330 | 400 |

## 같이 보기
- 이진법
- 삼진법